# Martadi
Martadi (Nepali मार्तडी) ist eine Kleinstadt und ein ehemaliges Village Development Committee (VDC) im Distrikt Bajura in West-Nepal.
Martadi liegt auf einer 1580 m hochgelegenen Hochfläche im Himalaya oberhalb des Flusstals eines linken Nebenflusses der Budhiganga. Martadi ist Sitz der Distriktverwaltung.
Eine Straße führt von Sanphebagar das Flusstal der Budhiganga hinauf nach Martadi. 20 km ostnordöstlich von Martadi, bei Kolti, befindet sich der Flugplatz Bajura Airport.
2015 wurde Martadi mit mehreren Nachbargemeinden zur Stadt Badimalika zusammengefasst.

## Einwohner
Bei der Volkszählung 2011 hatte Martadi 8807 Einwohner (davon 4706 männlich) in 1920 Haushalten.